# Hippopsis truncatella
Hippopsis truncatella là một loài bọ cánh cứng trong họ Cerambycidae.